# 奇克·哈尔伯特
奇克·哈尔伯特 （英語：Chick Halbert，1919年2月27日—2013年3月4日），美国职业篮球运动员。

## 职业生涯
哈尔伯特来自西德州农工大学，是一名身高6'9"的中锋。他在BAA打了5个赛季，先后效力于芝加哥牡鹿、费城勇士、波士顿凯尔特人、普罗维登斯蒸气、华盛顿国会和巴尔的摩子弹队。职业生涯场均8.8分、7.9篮板，曾在1947年入选BAA最佳阵容二队。